# Helene Jarmer
Helene Jarmer (Viena, 8 de agosto de 1971) es una abogada, profesora y política austriaca.

## Biografía
Hija de padres sordos, al nacer vivió una vida saludable pero perdió la audición por completo a los dos años, tras sufrir un accidente automovilístico.
Helene es sorda profunda pero sus padres querían evitar que fuera mandada a un colegio especial donde la enseñanza no les gustaba. Lograron engañar a la directora y partir de ese momento empezó una lucha por no quedarse atrás, ya que Helene no oía nada.
Estudió para abogada en la Universidad de Viena. Dio clases en la Universidad de Viena desde 1999, y desde 2004 al 2007 fue profesora de la Escuela de Graduados de la Universidad de Pedagogía.
Helen es miembro de la Federación Austriaca de Sordos, perteneciente al Partido Verde, así como miembro del Consejo Nacional de Austria, y presidenta de la Asociación Austriaca de Sordos desde 2001. En las elecciones parlamentarias de 1999, Helene Jarmer se postuló por el Foro Liberal.

## Ámbito político
Helene Jarmer tiene el asiento número 136 por el Partido Verde en el parlamento austríaco, y es la primera persona eurodiputada sorda en los países de habla alemana.
Prestó juramento el 10 de julio de 2009 como la primera persona miembro sorda del Parlamento. Fue reelecta en septiembre de 2013.
Una consecuencia directa de su entrada en el parlamento fue que todas las emisiones de televisión ORF del Parlamento estuvieran disponibles en lengua de signos  (a través de la emisora por satélite ORF 2 Europa). Es la tercera política sorda en ser elegida en un parlamento nacional: la primera fue la de sudafricana Wilma Newhoudt-Druchen y la segunda la griega Dimitra Arapoglou. Realizó un curso de lengua de signos estadounidense, Nivel 4 en la Universidad de Gallaudet, Ciudad de Washington, EE. UU. Desde 1993 a 1998 fue profesora de personas sordas en el Instituto Federal de Educación para Sordos en Viena, y desde 1997 a 2001 Secretaria General de la Federación Austriaca de Sordos.
Es autora de libro biográfico Llorar es inútil (en alemán:"Schreien nützt nichts"), publicado en marzo de 2011.

## Vida privada
Contrajo matrimonio y es madre de una niña.

## Libro
- 2011, Llorar es inútil (ISBN 978-3517086590).[10]